# STS-125
STS-125 (HST-SM04) e сто и двадесет и шестата мисия на НАСА по програмата Спейс шатъл, тридесети полет на совалката Атлантис и петата мисия по обслужването на космическия телескоп Хъбъл. Според означението полет – HST-SM04 (Hubble Space Telescope – Servicing Mission 04, или Hubble Servicing Mission (HSM)) тя трябва да е 4-та, но третата мисия (SM-3) е разделена на два полета – SM-3A и SM-3B.

## Екипаж
| Пост                    | Астронавт                                   |
| ----------------------- | ------------------------------------------- |
| Командир                | Скот Олтман четвърти космически полет       |
| Пилот                   | Грегъри Карл Джонсън първи космически полет |
| Специалист на мисията 1 | Майкъл Гуд първи космически полет           |
| Специалист на мисията 2 | Катрин Макартър първи космически полет      |
| Специалист на мисията 3 | Джон Грунсфелд пети космически полет        |
| Специалист на мисията 4 | Майкъл Масимино втори космически полет      |
| Специалист на мисията 5 | Ендрю Фойстъл първи космически полет        |

Любопитното е, че командирът на мисията Скот Олтман е бил командир и на последната мисия по обслужването на телескопа SM-3B, а в екипажа е бил и Майкъл Масимино. Астронавтът Джон Грунсфелд участва и в двете последни мисии по обслужването на Хъбъл – SM-3A и SM-3B.

## Полетът
Основната цел на мисия STS-125 е обслужване на космическия телескоп Хъбъл. Последната обслужваща мисия (STS-109) е проведена през 2002 г. По предварителните оценки на специалистите към 2009 г. се предполагало че телескопът „Хъбъл“ ще завърши своята работа около края на 2010 г. Настоящата експедиция удължава работоспособността му поне до 2014 г.
По време на експедицията астронавтите провеждат 5 излизания в открития космос, по време на които монтират на телескопа шест нови жироскопа за стабилизация, шест нови никел-водородни акумулатори, нов компютър, отговарящ за обработката на данните, нова камера (Wide Field Camera 3), работеща в широк спектър от дължини на вълната (от инфрачервената до ултравиолетовата област) и нов спектрограф за космическа радиация, работещ в ултравиолетовия диапазон (Cosmic Origins Spectrograph). Стойността на новата широкоъгълна камера е 126 милиона долара, а стойността на спектрографа – 81 милиона долара. Астронавтите също така възстановили работоспособността на записващия спектрограф (Space Telescope Imaging Spectrograph), на който през 2007 г. излиза от строя електрозахранващата система и модернизират обзорната камера (Advanced Camera for Surveys), която излиза от строя през 2007 г. Астронавтите монтират на телескопа усъвършенстван датчик за точно насочване (fine guidance sensor).
На телескопа е монтиран и захват, към който в бъдеще, когато „Хъбъл“ окончателно излезе от строя, ще бъде прихванат спътник, който ще го изведе от орбита.
Това е първият полет на совалката от мисия STS-66 през 1994 г., когато целта не е космическа станция. Това е и първата мисия на совалка, несвързана с МКС, от катастрофата на совалката „Колумбия“ насам (2003 г.).

### STS-400
Високата орбита на телескопа и големият риск от сблъсък с космически отломки налага подготовката на спасителна мисия. Поради това, че орбитите на МКС и Хъбъл значително се различават една от друга, при извънредна ситуация на борда на совалката екипажът няма да има „безопасно пристанище“, каквото е станцията.
За такава е подготвена совалката Индевър (мисия STS-400). Тя има готовност за излитане до 7 дни след старта на „Атлантис“ от площадка 39В. Екипажът на спасителната експедиция е следният:
- командир Кристофър Фергюсън (на английски: Chris Ferguson);
- пилот Ерик Боу (на английски: Eric Boe);
- специалисти на полета:
  - Робърт Кимбро (на английски: Shane Kimbrough) и
  - Стивън Боуен (на английски: Steve Bowen)

## Параметри на мисията
- Перигей: 565 км
- Апогей: 571 км
- Инклинация: 28,47°
- Орбитален период: 96.2 мин

### Космически разходки
| № | Участници                      | Начало                | Край                  | Продължителност  |
| - | ------------------------------ | --------------------- | --------------------- | ---------------- |
| 1 | Джон Грунсфелд и Ендрю Фойстъл | 14 май 2009 12:52 UTC | 14 май 2009 20:12 UTC | 7 часа 20 минути |
| 2 | Майкъл Масимино и Майкъл Гуд   | 15 май 2009 12:49 UTC | 15 май 2009 20:45 UTC | 7 часа 56 минути |
| 3 | Джон Грунсфелд и Ендрю Фойстъл | 16 май 2009 13:35 UTC | 16 май 2009 20:11 UTC | 6 часа 36 минути |
| 4 | Майкъл Масимино и Майкъл Гуд   | 17 май 2009 13:45 UTC | 17 май 2009 21:47 UTC | 8 часа 2 минути  |
| 5 | Джон Грунсфелд и Ендрю Фойстъл | 18 май 2009 12:20 UTC | 18 май 2009 19:22 UTC | 7 часа 2 минути  |

Астронавтът Джон Грунсфелд извършва своето 6-, 7- и 8-о излизане в открития космос; Майкъл Масимино – 3- и 4-то, а Ендрю Фойстъл и Майкъл Гуд – своите първи космически разходки.

## Галерия
- Двете совалки на стартовите площадки: на преден план Атлантис, на заден – Индевър
- Старта на совалката мисия STS-125
- Совалката приближава телескопа
- Хъбъл в товарния отсек на совалката
- Астронавтът Джон Грунсфелд работи в открития космос
- Ендрю Фойстъл по време на първата си космическа разходка
- Майкъл Гуд и Майкъл Масимино по време на втората космическа разходка на 15 май
- „Освобождаването“ на телескопа
- Портрет на екипажа от космоса
- Приземяването на совалката